# Cabalgata del Convite
La Cabalgata del Convite es uno de los actos que se realizan en Valencia dentro de las conmemoraciones del Corpus. 
Otras denominaciones con la que se ha conocido esta cabalgata han sido "cavalcada del cavallets", "cavalcada de les dansetes" o "cavalcada de la Degolla"
La cabalgata recorre desde las 12 horas del domingo de Corpus, la Plaza de Manises, la calle Caballeros en dirección a la Plaza de la Virgen, bajando por la calle del Miguelete a la Plaza de la Reina, desde allí y por Cavillers llega a la calle de las Avellanas y a la plaza de la Almoina finalizando en el Palacio Arzobispal  de Valencia. Es en este último tramo donde, actualmente, la "degolla" es rociada desde los balcones con agua, y cuando se viven los momentos más llamativos.

## Origen
En un principio consistía en una invitación que hacían los Jurados de la Ciudad, mediante el conocido como "Capellá de les Roques", para que la población asistiera a la Solemne Procesión del Corpus Christi. 
El “Convite” como también se le conoce es menos antiguo que la Procesión si bien ya en 1516 se tiene noticia de su existencia.

## Evolución
La celebración de la cabalgata ha sufrido modificaciones, e incluso se ha suprimido por diversos motivos.
En 1862 y 1863, se estudió suprimir la cabalgata debido a los incidentes causados por la "Degolla", el último de los grupos que participa y que representa a los soldados de Herodes buscando inocentes. Entre 1867 y 1874, finalmente la Degüella como toda la comparsa del "Misteri del Rei Herodes" se prohibieron, si bien una década después, en 1884, la "Degolla" y las demás danzas volvieron a participar, para volver a ser suprimidas en 1886, hasta 1896, en este caso toda la "cavalcada del convit" (Cabalgata del Convite). 
Tras distintas vicisitudes, ya en 1977 gracias a acuerdos entre distintas asociaciones y el Ayuntamiento de Valencia, se ha recuperado inspirada en las que se realizaban a finales del siglo XVIII.

## Danzas y desarrollo
La cabalgata se inicia con la Policía Municipal a caballo con uniforme de gala, tras ellos, "Les Banderoles", que son dos reyes de armas, vestidos con cotas de seda, gorgueras blancas y coronas doradas, portando el blasón de la ciudad. 
A continuación desfilan "Els Nanos", tres parejas de cabezudos que bailan mientras suenan el tamboril y la dulzaina.
Tras los "Nanos" viene el "Capella de les Roques" (Capellán de las Rocas), que antiguamente era el Capellán del ayuntamiento o "casa de la ciudad". Sobre un caballo acicalado con gualdrapa negra bordada con los escudos de la ciudad en plata y es el encargado de “convidar”(invitar) a la Procesión.

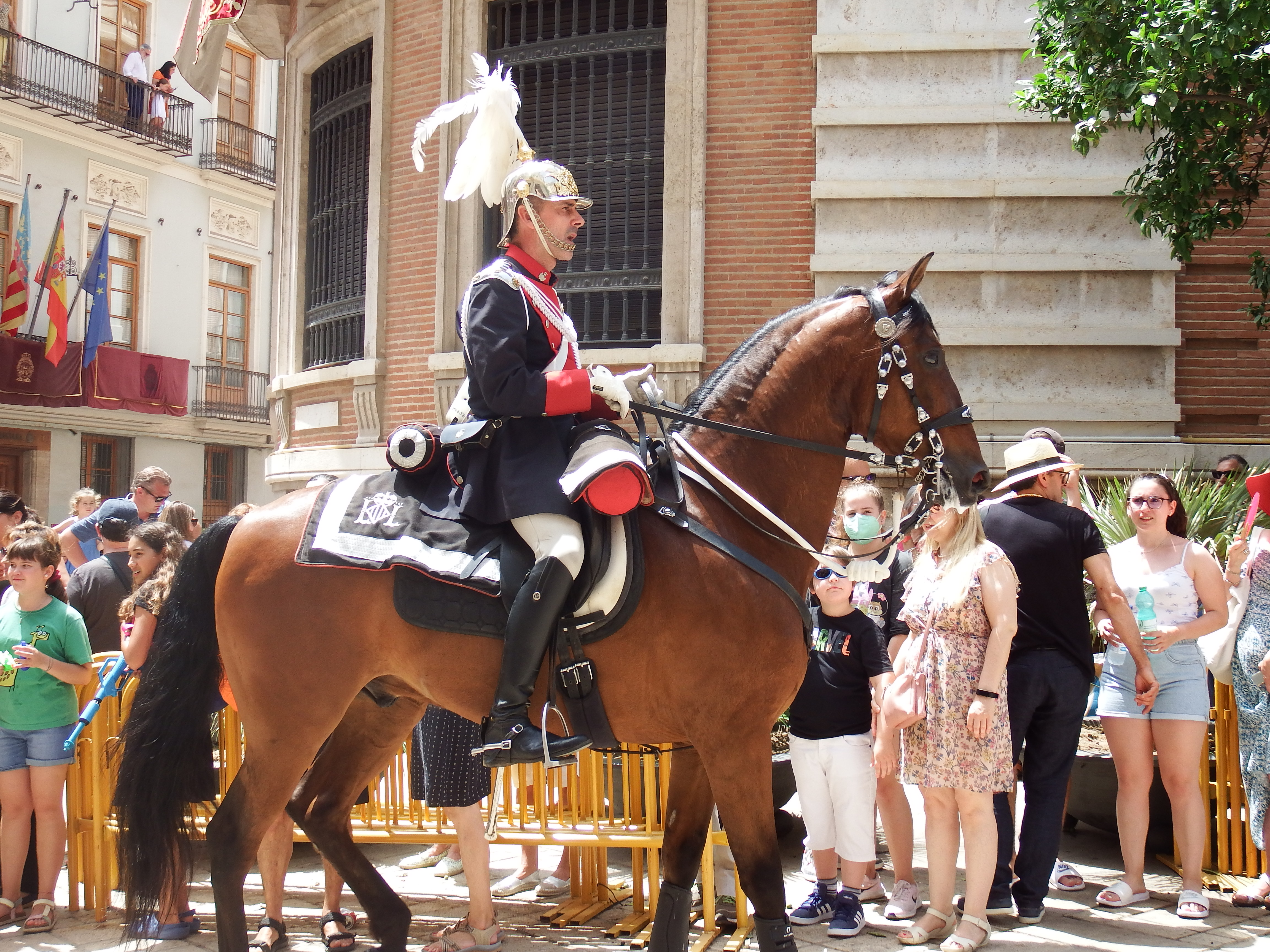
Piquete de la Policía de la Sección Montada
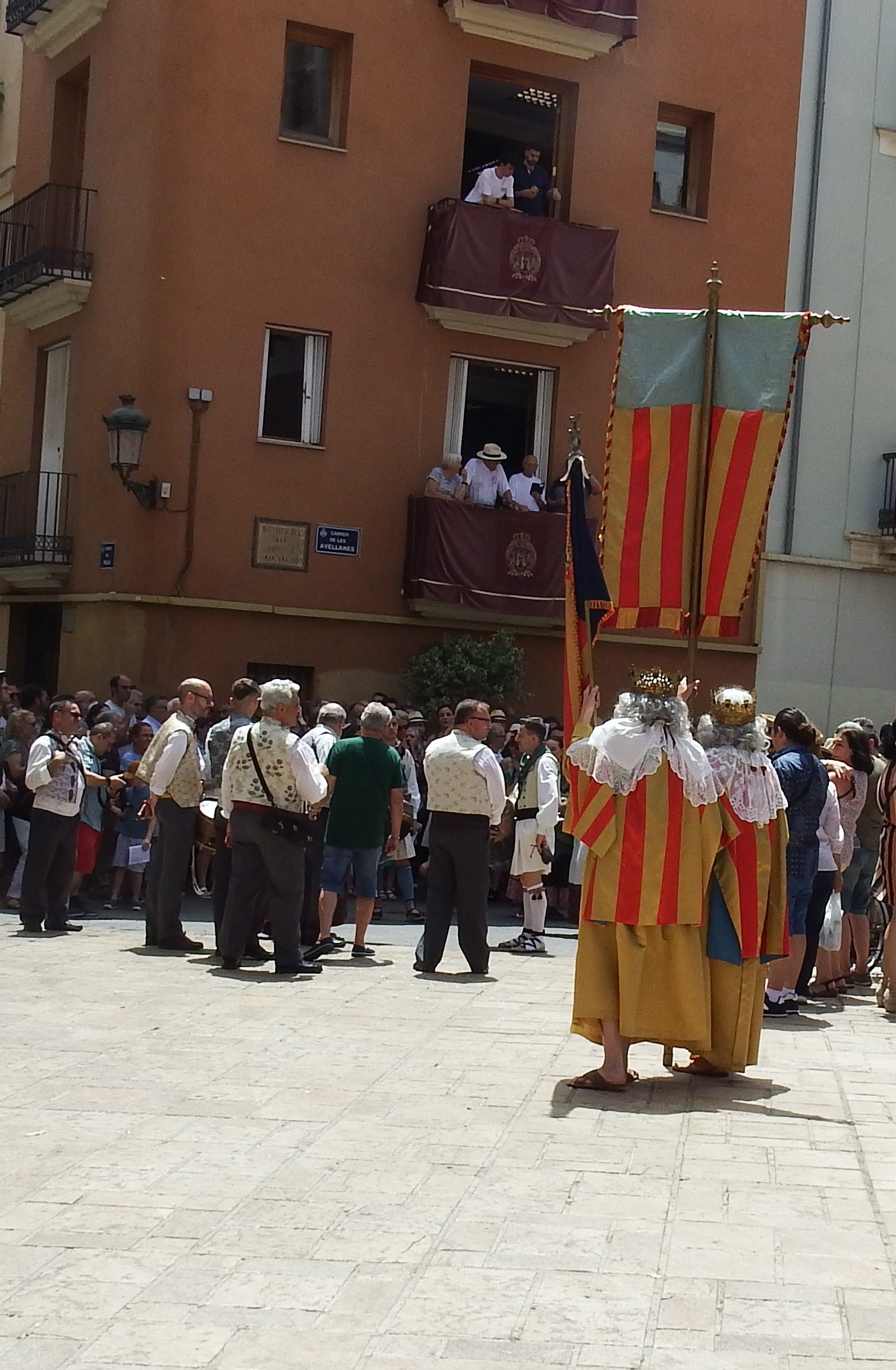
Los banderoles
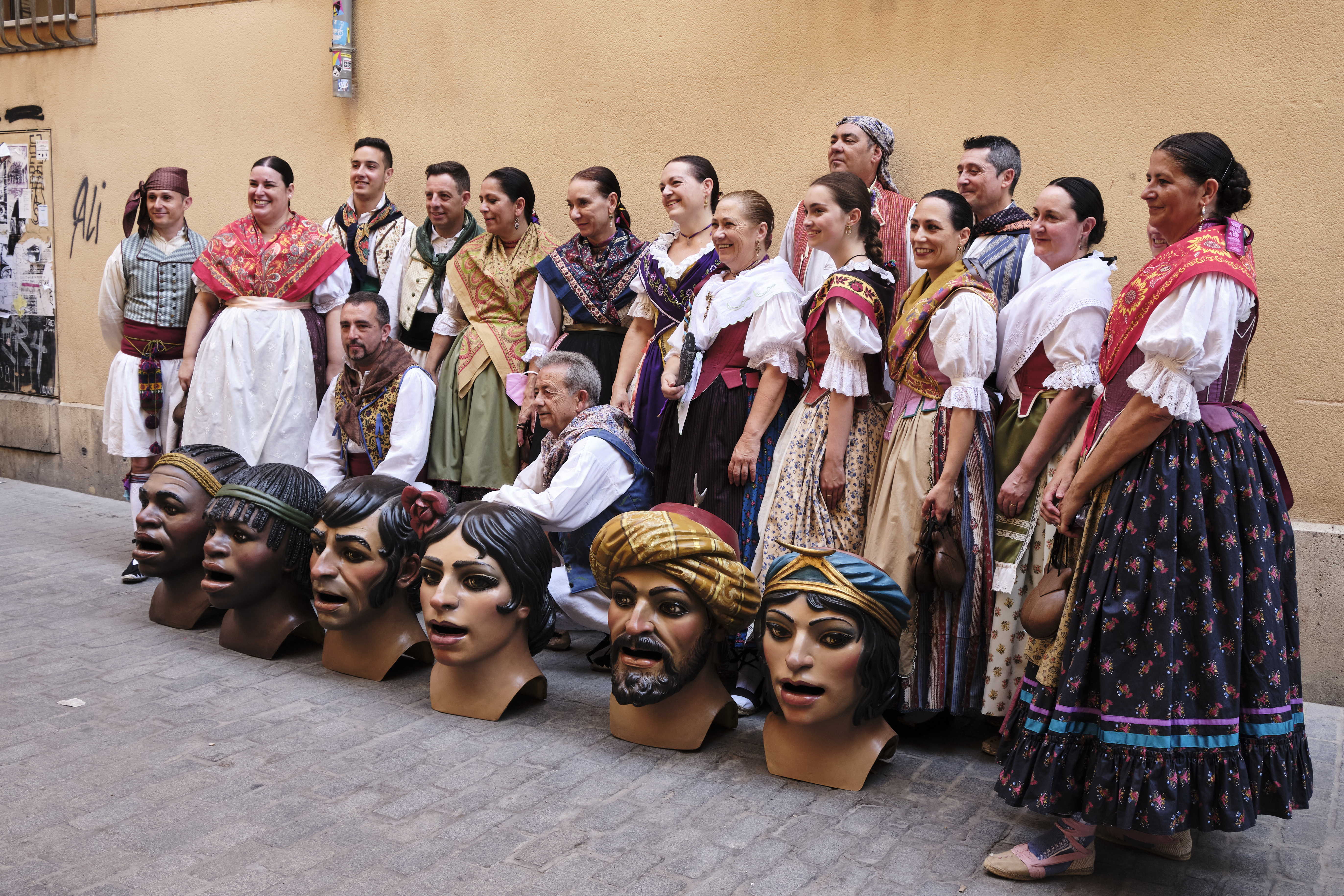
Els nanos
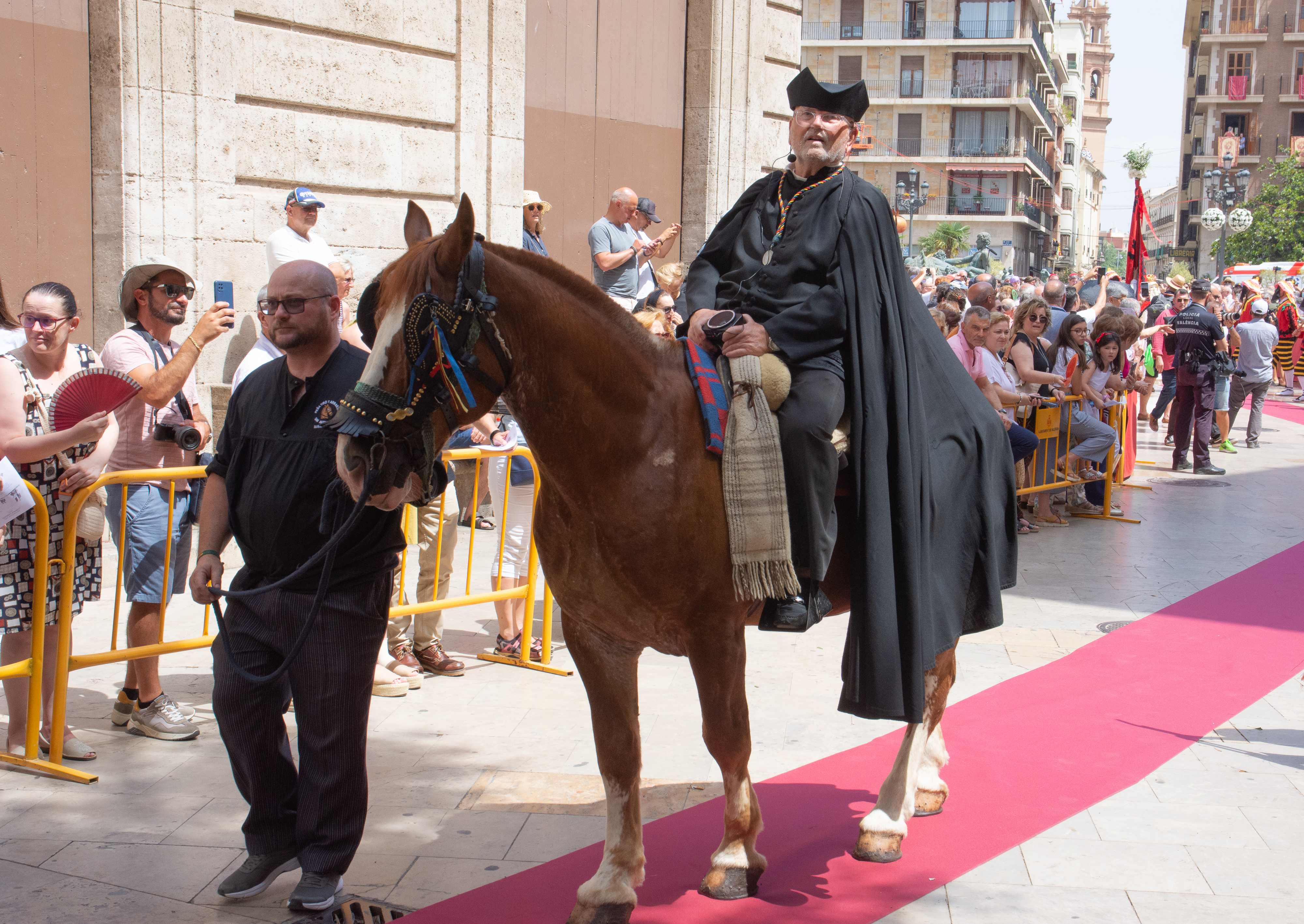
El capellán de les rocas
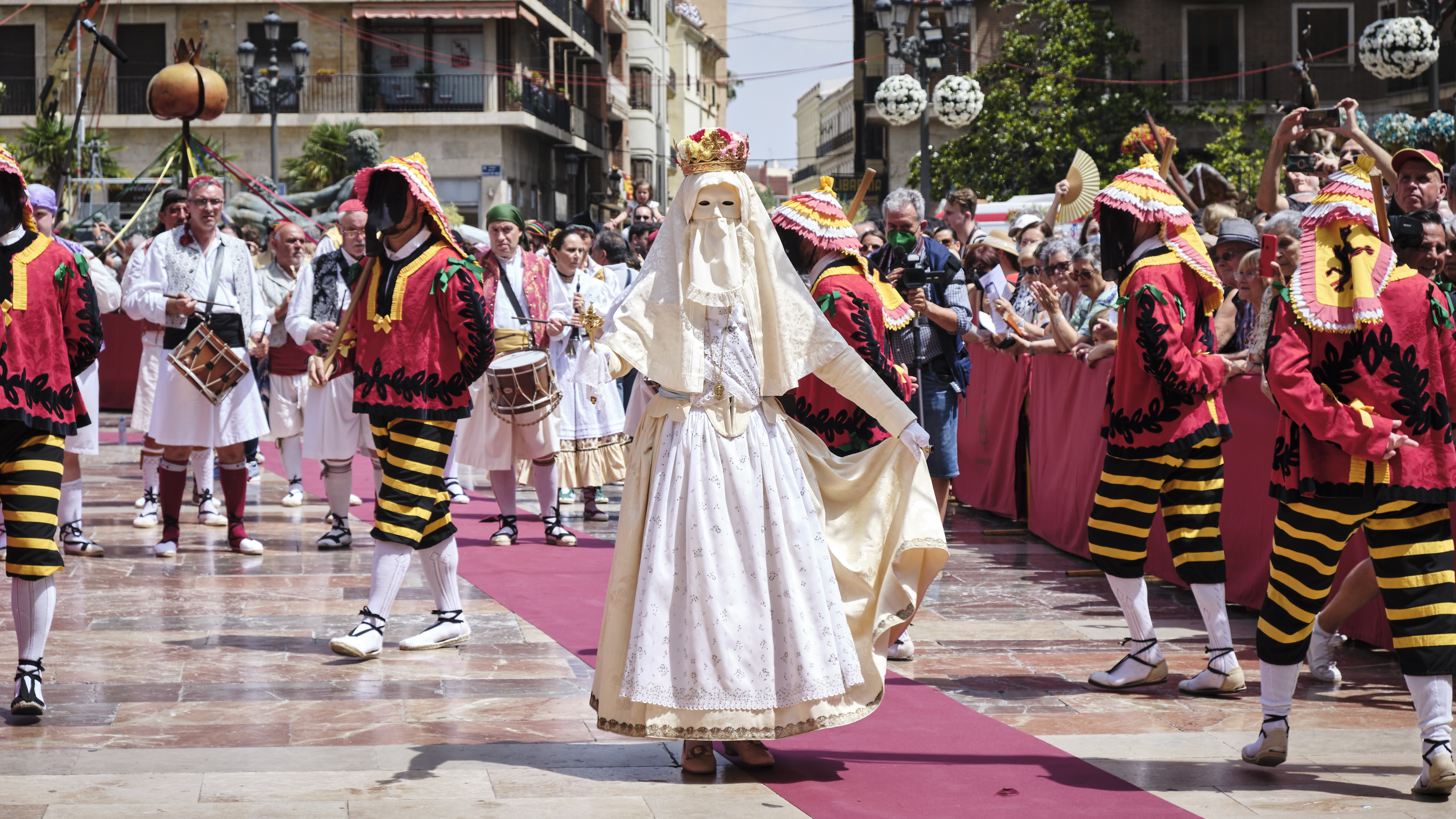
La Moma

Después del "Capella" se suceden las distintas danzas, “La Moma y Los Momos”, “Els Caballets”, “La Mangrana”, “Els Arquets”, “Els Pastorets”, “Vetes de Sueca”, “Guerrera de Titaguas”, "Els Llauradors" y la de "Els Turcs", representadas al son del "tabal y la doçaina". 
Siguen a las danzas los personajes de los "Misteris" (misterios) de "Sant Cristofol i els Peregrins" (San Cristóbal y los peregrinos) y "Adam i Eva" (Adán y Eva).
Finaliza con el "Misteri del Rei Herodes", "Portalet" o de la "Degolla". En el participan figurantes representando al Rey Melchor, el Rey Gaspar, el Rey Baltasar, tres pajes, el Rey Herodes, tres Caballeros, Mare de Deu de la Burreta, San José, el Ángel, ocho Didas, doce Segadoras, tres Sabios, tres Sargentos de la Guardia Herodiana, un Trompeta y un Alguacil. Tras todos estos personajes aparece la "Degolla", que simboliza a la guardia de Herodes cumpliendo su misión con los Santos Inocentes. La "degolla" va caricaturizada de una forma peculiar con antifaz negro, corona de "pampols", saco de arpillera a modo de sayón y maquillaje de “guerra”, complementan su estética con un bastón o "carxot" de plástico y macuto o zurrón lleno de caramelos. Combinando en su desfile los bastonazos y el lanzamiento de al aire de caramelos. 
La actuación de la "degolla" ha sido en muchas ocasiones la causa de los problemas de la cabalgata ya que cumplían con un “exceso de saña” su cometido. Actualmente no causa problemas y es uno de los pasos más populares, si bien los vecinos que no dudan en lanzar pozales de agua lanzados desde las ventanas, para calmar los ánimos de los integrantes de la comparsa.
Como colofón de la cabalgata, circulan los Timbaleros de la Ciudad, los Heraldos y la Real Senyera, ya sin los sobresaltos generados por la "degolla".